# Luis Gutiérrez Jodra
Luis Gutiérrez Jodra   (Madrid, 25 d'octubre de 1922 - 4 d'agost de 2017) va ser un químic espanyol, pioner en la recerca sobre energia nuclear, acadèmic de la Reial Acadèmia de Ciències Exactes, Físiques i Naturals.
El 1949 es va doctorar en química industrial per la Universitat Complutense de Madrid. A la mateixa universitat, el 1953 va doctorar-se en ciències químiques després d'una  estada a l'Institut d'Estudis Nuclears de la Universitat de Chicago. El 1955 va obtenir la càtedra de química tècnica a la Universitat de Valladolid.En una altra estada als Estats Units es va diplomar en energia nuclear. i des de 1958 fins a la seva jubilació fou catedràtic de Física i Química dels Processos Industrials a la Universitat de Madrid, en la qual també ha estat vicerector.
Va desenvolupar també bona part de la seva activitat professional en la recerca de l'energia nuclear. De 1951 a 1955 va ser cap de la Secció de Química Industrial en la Junta d'Energia Nuclear, en la que també va ser cap de la Divisió de Materials de 1955 a 1958, director de Plantes Pilot i Industrials de 1958 a 1969, director de Reactors i Combustibles Nuclears de 1969 a 1973 i director de Combustibles de 1973 a 1976. El 1979 va ser el primer espanyol nomenat membre del Comitè Científic Assessor de l'Agència Internacional de l'Energia Atòmica i de 1981 a 1987 va se vicepresident del Consell de Seguretat Nuclear.
El 1983 va ser elegit acadèmic de la Reial Acadèmia de Ciències Exactes, Físiques i Naturals i el 1992 va ingressar al Col·legi Lliure d'Emèrits. També va presidir l'empresa Eurochemic de l'OCDE i va ser director gerent del Fòrum Atòmic Espanyol.

## Obres
- Métodos de cálculo de la extracción con disolventes I. Procesos discontinuos (1950)
- The system uranyl miratedienthyl ether-water. Extraction by water in spray and packed columns from uranyl nitrateether solutions (1955)
- Estudio de la pulverización de líquidos en discos centrífugos (1956)
- La técnica española de la metalurgia del uranio (1960)
- The manufacture of fuel elements in a nuclear programme and its economic implications (1962)
- Estado actual y perspectivas futuras del tratamiento de combustibles irradiados en España (1967)
- El uranio combustible nuclear (1974)
- Cinética de la deshidrogenación catalítica del alcohol bencílico (1976)
- Recuperación del uranio del ácido fosfórico (1977)
- La investigación en el ciclo del combustible nuclear (1978)
- Centrales nucleares y reactores nucleares. Informe sobre Política de Construcción y Explotación de centrales nucleares en Extremadura (1979)
- Physicochemical behaviour of thermal fluids in solar power plants (1982)